# César Monasterio
César Omar Monasterio (28 november 1963) is een golfprofessional uit Argentinië.
Monasterio werd in 1990 professional. Sinds 2003 speelt hij regelmatig in Europa.
In 2005 won hij het Open in Guatemala, een toernooi dat ook voor de Europese Challenge Tour (CT) meetelt. In 2006 wint hij zijn eerste Europese toernooi, het Aa St Omer Open.
In 2008 verloor hij bij de Carlos Franco Invitational de play-off van Clodomiro Carranza.

## Gewonnen
- 2005: Abierto Telefonica Moviles de Guatemala (CT)
- 2006: Aa St Omer Open (CT & ET)

#### Elders
- 1994: Abierto del Litoral (Arg)
- 1996: Palermo Grand Prix (Arg)
- 1997: Praderas Grand Prix (Arg)
- 1999: Abierto del Litoral (Arg)
- 2002: Acantilados Grand Prix (Arg), Santiago Open (Chili), Santiago del Estero Open (Arg)
- 2008: Ángel Cabrera Classic (Arg)

## Teams
- World Cup (namens Argentinië): 1995